# Rolin Wavre
Rolin Wavre   (Neuchâtel, 25 de març de 1896 - Ginebra, 9 de desembre de 1949) va ser un matemàtic suís.

## Vida i Obra
Wavre, fill de l'arqueòleg William Wavre, va fer els estudis secundaris a la seva vila natal, juntament amb el futur pedagog Jean Piaget i el futur matemàtic Gustave Juvet, amb els quals va mantenir una amistat duradora. Junts van assistir el 1913-1915 a les classes de filosofia d'Arnold Reymond a l'Institut Jean-Jacques Rousseau. Va estudiar després a la Sorbona, on es va graduar en ciències el 1918, i a la universitat de Ginebra, on va obtenir el doctorat el 1921 amb una tesi de matemàtiques.
A partir de 1921 va ser professor de la universitat de Ginebra en les càtedres de càlcul diferencial i de mecànica racional. A partir de 1922 va ocupar la vacant deixada per la defunció del matemàtic Charles Cailler.
Malgrat el seu esperit atlètic, excursionista i escalador, el servei militar durant la guerra va revelar que patia una malaltia del cor. A finals de l'any 1949 la malaltia va empitjorar i va morir a finals d'any.
Els treballs de Wavre van ser sobre tot en els camps de l'anàlisi matemàtica, la mecànica analítica i la filosofia de les matemàtiques. En els seus treballs en aquest darrer camp va defensar el punt de vista intuïcionista, essent dels primers treballs d'aquesta mena en llengua francesa. En el camp de la mecànica son interessants els seus treballs intentant unificar les mecàniques relativista i quàntica i la série d'estudis d'astrofísica sobre les vibracions dels astres fluids i de geodèsia.